# Терористка
«Терористка» — картина художника-реаліста Миколи Ярошенка. Картина була закінчена на початку 1881, прототипом героїні послужила Віра Засулич. Полотно зберігається у Кисловодському художньому музеї М. О. Ярошенка.

## Історія

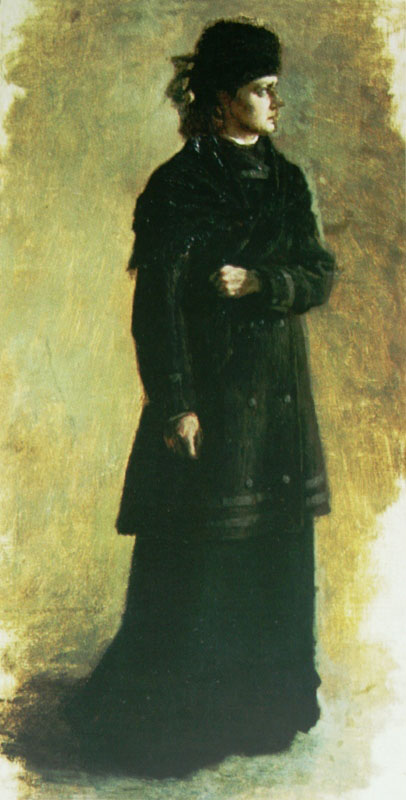
Етюд до картини «Біля Литовського замку» (1879, Державний Літературний музей)

Сюжет картини «Біля Литовського замку» (1881, не збереглася) пов'язаний із замахом Віри Засулич на петербурзького градоначальника Ф. Ф. Трепова. Ця подія була сприйнята як протест проти жахливих умов утримання політичних в'язнів, які перебували в Литовському замку. Влада заборонила експонувати цю картину на Пересувній виставці, що відкрилася в день вбивства Олександра II 1 березня 1881 року. Ярошенко опинився під домашнім арештом, і, більш того, до нього завітав «на бесіду» міністр внутрішніх справ Лоріс-Меліков. Картину так і не повернули художнику. За збереженими ескізами він знову написав «Терористку». Зараз картина зберігається в Кисловодському художньому музеї М. О. Ярошенка. (Цей будинок в Кисловодську художник придбав в 1885 році).

## Замах Віри Засулич
25 липня (6 серпня) 1877 року Ф. Ф. Трепов віддав наказ про покарання політичного в'язня О. С. Боголюбова за те, що той не зняв перед ним шапку. Наказ Ф. Ф. Трепова про побиття різками був порушенням закону про заборону тілесних покарань від 17 (29) квітня 1863 року.
Наслідком наказу став замах на Трепова, здійснений Вірою Засулич 24 січня (5 лютого) 1878 року. Засулич прийшла на прийом до Трепова і двічі вистрілила йому в живіт, важко поранивши. Віра Засулич була потім виправдана судом присяжних 31 березня (12 квітня) 1878 року. Судове виправдання Засулич викликало бурхливе схвалення з боку ліберальних і засудження консервативних кіл російського суспільства.